# Egon Macher
Egon Macher (* 13. Juni 1924 in Leipzig; † 2. Oktober 2008 in Münster) war ein deutscher Mediziner.
Egon Macher studierte Medizin in Tübingen, Jena und Heidelberg. Er war Professor für Dermatologie und Venerologie an der Westfälischen Wilhelms-Universität in Münster und langjähriger Direktor der Universitäts-Hautklinik Münster. Macher vertrat in der Union der deutschen Akademien der Wissenschaften das Fachgebiet Dermatologie; er war Mitglied der Nordrhein-Westfälischen Akademie der Wissenschaften und der Künste und der Deutschen Akademie der Naturforscher Leopoldina (seit 1985).
Er ist Namensgeber des Egon-Macher-Preises, eines Nachwuchsforschungspreises der Arbeitsgemeinschaft Dermatologische Forschung (ADF).